# Elektrická jednotka 471

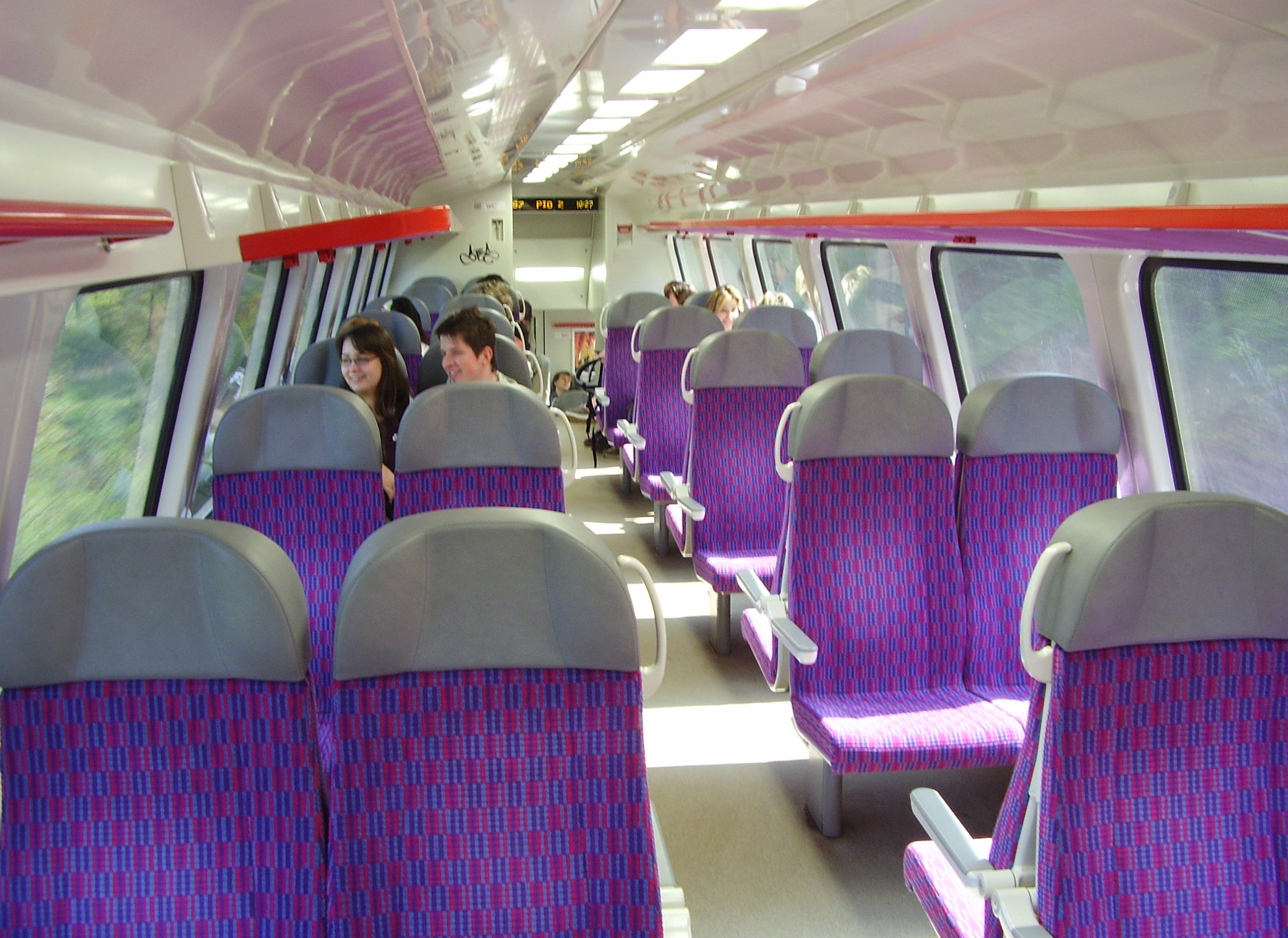
Interiér patra vloženého vozu 071

Elektrická jednotka 471 (obchodní název CityElefant, typové označení Škoda 1Ev) je dvoupodlažní elektrická jednotka skládající se z elektrického vozu řady 471, vloženého vozu řady 071 a řídicího vozu řady 971 s vozovými skříněmi zhotovenými z hliníkových slitin. Je určena pro dopravu cestujících v městských aglomeracích na tratích elektrizovaných stejnosměrnou soustavou 3 kV. Tyto jednotky v pražské příměstské dopravě postupně nahradily ne zcela vyhovující prototypové jednotky řady 470 a především zastaralé jednotky řad 451 a 452. Výrobcem jednotek je Škoda Vagonka, původně konsorcium firem ČKD Vagonka a Škoda Transportation.
Jednotce se mezi zaměstnanci železnice a železničními fanoušky přezdívá „ešus“ (označení vzniklo recesistickou substitucí za popisné označení „trojdílná hliníková souprava“), případně „hliník“ nebo „ledovec“ (podle převážně bílého nátěru prvních vyrobených jednotek). České dráhy 29. června 2006 tyto jednotky pojmenovaly obchodním jménem CityElefant na základě návrhu, jehož autorem je Aleš Merc z Trutnova; současně začaly být dodávány v novém bílo-modro-červeném barevném provedení. Následující nátěr je již bílo-modrý korporátní.

## Historie
Jednotku začaly v roce 1992 vyvíjet Moravskoslezská vagonka Studénka a AEG. Jednotky jsou vývojovým pokračováním řady 470, přičemž byly zohledněny mnohé zkušenosti z testovacího provozu staršího typu. Roku 1994 byla ke spolupráci přibrána Škoda Dopravní technika (dnes Škoda Transportation).[zdroj?] První vyrobený hlavový vůz řady 471 byl prezentován na okruhu v Cerhenicích v dubnu 1998. Prvních pět jednotek bylo dodáno Českým drahám na přelomu let 2000/2001. Zprvu byly uvažovány dvě varianty - dvouvozová a třívozová jednotka; jako dvouvozová byla dodána druhá prototypová jednotka 002. Do ledna 2005 bylo dodáno celkem 16 jednotek a jeden vložený vůz (071.008) navíc, protože záměr s dvouvozovými jednotkami byl mezitím opuštěn. Do roku 2008 mělo být dodáno dalších 14 jednotek.[zdroj?]
V roce 2006 podepsaly České dráhy a ČKD Vagonka smlouvu o dodání dalších 30 jednotek. K polovině dubna 2007 provozovaly České dráhy 27 jednotek, ke konci roku 2008 bylo ve stavu ČD již 42 jednotek, v září 2010 bylo v provozu 63 jednotek, v dubnu 2011 celkem 70 jednotek. V prosinci 2012 bylo v provozu ČD 81 jednotek. Inventární čísla dodávaných jednotek tvoří vzestupnou řadu s výjimkou čísel 027–030 dodaných mimo pořadí. Jednotky od čísla 031 byly nakupovány v rámci smlouvy z roku 2006. Na konci roku 2009 České dráhy podepsaly další smlouvu, na jejímž základě bylo dodáno dalších 15 jednotek čísel 061 až 075. Dodávky probíhaly do konce roku 2011.
Z ledna 2011 pochází poslední smlouva na 8 jednotek v celkové hodnotě 1,75 miliardy Kč s dodáním do jara 2013. Čtyři byly určeny pro trať Ostrava – Mosty u Jablunkova v Moravskoslezském kraji a čtyři pro trať Praha – Benešov a byly ze 40 % spolufinancovány EU z regionálních operačních programů. Pro tento účel byly některé jednotky také opatřeny reklamními polepy.
Celkově bylo vyrobeno 83 jednotek. Jednotky byly v provozu postihovány nehodami, po nichž byly některé jednotlivé vozy nebo jejich skříně nahrazeny nově vyrobenými (viz níže) a vozidla byla vrácena do provozu. Po vyřazení vozů 471.065, 071.075 a 971.075 v letech 2019 a 2020 však zůstává kompletních jen 82 jednotek.
Jednotka 471.060 byla v roce 2022 opatřena nátěrem v červeno-světlešedém schématu Pražské integrované dopravy. Postupně od roku 2023 přibývají jednotky v tomto barevném provedení za použití exteriérových polepů. Od roku 2024 jsou postupně také instalovány polepy do částí interiérů nejvíce zasažených vandalismem.

## Technický popis
Všechny vozy jednotky jsou dvoupodlažní s nástupní hranou v úrovni 550 mm nad temenem kolejnice (tj. v úrovni nástupiště). Délka soupravy přes spřáhla je 79,2 metru, hmotnost 155,4 tun. Skříně jsou svařeny z profilů, vyrobených z hliníkových slitin. Maximální rychlost jednotky je 140 km/h a konstrukční rychlost 160 km/h (jednotky řad 451 a 452 mají maximální rychlost 100 km/h). Formálně má jednotka 643 míst pro cestující, z toho 310 k sezení, a to 287 ve druhé a 23 v první vozové třídě. Na hnací (elektrický) vůz připadá 59 míst, na vložený vůz 134 a na řídicí vůz 117 míst k sezení. Oddíl první třídy se nachází v horním podlaží hnacího vozu, v ostatních vozech jednotky jsou pouze oddíly druhé třídy. Celá jednotka je vybavena klimatizací, hlásícím a vizualizačním systémem MAVIS od společnosti CHAPS (mezi fanoušky informačních systémů známý také pod jménem Andula), okna v oddílech pro cestující nejsou otevírací, od č. 16 do č. 60 nejsou použita ani okna s klapkami pro nouzové větrání. Krajní nástupní prostory jednotky jsou vybaveny zvedacími plošinami pro cestující na invalidním vozíku.
Toalety prvních 17 jednotek ještě nebyly z výroby vybaveny uzavřeným odpadním systémem.
U dvoukřídlých vstupních dveří ovládá cestující každé křídlo samostatně tlačítkem na rámu dveří, předvolba požadavku na otevření není před odblokováním možná (neplatí pro posledních osm jednotek). Od roku 2021 se při modernizaci tlačítka předvolby postupně doplňují přímo na dveře.
Pojezd každého vozu jednotky je tvořen dvěma dvounápravovými podvozky se vzduchovým sekundárním vypružením. Podvozek motorového vozu se podstatně odlišuje od podvozku vloženého a řídicího vozu delším rozvorem, silnějším dimenzováním i odlišným primárním vypružením; pohon dvojkolí je individuální třífázovými asynchronními trakčními motory, zapojenými do dvojité hvězdy.
Trakční měniče jsou realizovány jako moduly IGBT s kapalinovým chlazením, osazené prvky Eupec s maximálním závěrným napětím 3,3 kV.
Jednotky 029, 030 a od čísla 061 jsou vybaveny systémem přemostění záchranné brzdy.
Řízení soupravy je možné ve třech režimech: automatické vedení vlaku, automatická regulace rychlosti a manuální režim. Řídicí systém také dovoluje ovládání až čtyř spojených jednotek z jednoho stanoviště. Vzhledem k omezeným délkám nástupišť je toto využíváno především při dopravě jednotek např. při jízdách z/do depa.
Plánovaná životnost je udávána nejméně 40 let. Cena soupravy činila v době výroby asi 216 milionů Kč (bez DPH).
Od 1. ledna 2020 je provoz CityElefantů v Praze a Středočeském kraji objednáván novou desetiletou smlouvou, ve které si objednavatel vymínil technická vylepšení na jednotkách. Do jednotek jsou na základě toho dosazovány zásuvky pro napájení spotřební elektroniky, bude dosazeno wifi připojení (i do jednotek provozovaných na Ostravsku), otevřené toalety u prvních výrobních sérií budou modernizovány na toalety s uzavřeným odpadním systémem, ovládání jednotlivých křídel vstupních dveří bez paměti na požadavek otevření je nahrazováno jedním tlačítkem s předvolbou (jako je tomu u posledních osmi jednotek), umístěným přímo na dveřích. Nespolehlivé vnější informační panely jsou nahrazovány novými LED displeji. Instalace wifi připojení byla dokončena k začátku platnosti jízdního řádu 2021-22, ostatní změny jsou realizovány postupně v rámci plánovaných vyvazovacích oprav, k lednu 2021 byly realizovány u devíti jednotek. Protože daný typ opravy v daném období podstupovaly jednotky od č. 020 výše, neuskutečnila se žádná instalace uzavřeného odpadního systému a rozhodnutí o ní bylo později změněno.
V únoru 2021 vypsaly České dráhy soutěž na zástavbu mobilní části vlakového zabezpečovače ETCS do všech 82 jednotek s předpokládanou cenou 1,322 miliardy Kč. Zkušebně bylo toto zařízení instalováno již dříve na jednotku 471.042. V roce 2022 bylo oznámeno, že zakázku získala ČD-Telematika ve spolupráci s Alstomem, Škodou Transportation a AŽD Praha, přičemž zadání bylo omezeno na 66 jednotek; nejstarších 16 jednotek dojezdí až do vyřazení na tratích bez ETCS a nebude na ně instalován ani uzavřený odpadní systém.

## Odvozené typy

### Česko
Uvažovalo se též o možnosti odvozených dvousystémových variant včetně dálkové verze. O stavebnicovém odvozování dalších jedno i vícesystémových jednotek s variantami maximální rychlosti 120, 140, 160 a 200 km/h a možnými variacemi uspořádání interiéru se zmiňovaly České dráhy i v dubnu 2007. Po několika doobjednávkách byl celkový počet jednotek stanoven na 83 a všechny zůstaly v původní jednosystémové verzi.
České dráhy v roce 2019 uzavřely kontrakt na 5 třívozových netrakčních jednotek (tzv. push-pull souprav) Škoda 13Ev, které byly určeny pro provoz v Moravskoslezském kraji na lince S6 z Ostravy do Frenštátu pod Radhoštěm a nasazeny jsou od změny jízdního řádu 2021-22. Dokud nebude trať elektrizována, vozí je přizpůsobené motorové lokomotivy řady 750.7.

### Export
- Řada 575 Litevských železnic (160 km/h, 25 kV 50 Hz)
- Řada 671 ZSSK (160 km/h, 3 kV ss, 25 kV 50 Hz)
- Řada 675 Ukrajinských železnic (160 km/h, 3 kV ss, 25 kV 50 Hz)
- Řada 951 ZSSK (160 km/h, push-pull jednotka bez hnacího elektrického vozu)
- Deutsche Bahn – DB Regio v srpnu 2013 objednala 6 souprav (push-pull, 189 km/h) s lokomotivou Škoda 109E. Soupravy měly původně být dodány během roku 2016.[25] Německý Spolkový drážní úřad (EBA) nicméně pro přísné požadavky ohledně spolehlivosti a nízké poruchovosti souprav dodávku autorizoval až v roce 2019, a to s nově přidanými smluvními podmínkami. Problémy ovšem setrvávaly, jelikož německá strana znovu odmítla soupravy přijmout z důvodů popsaných výše.[26][27] V roce 2020, tedy s čtyřletým zpožděním, bylo konečně 6 jednotek s lokomotivou Škoda 109E (v Německu pod názvem DB Regio 102) dodáno a v provozu jsou dodnes.[28]
- Finské vozidlo typu push-pull, 200 km/h Řada Edo

## Provoz a využití

### OCÚ Střed, SÚ Praha-Jih

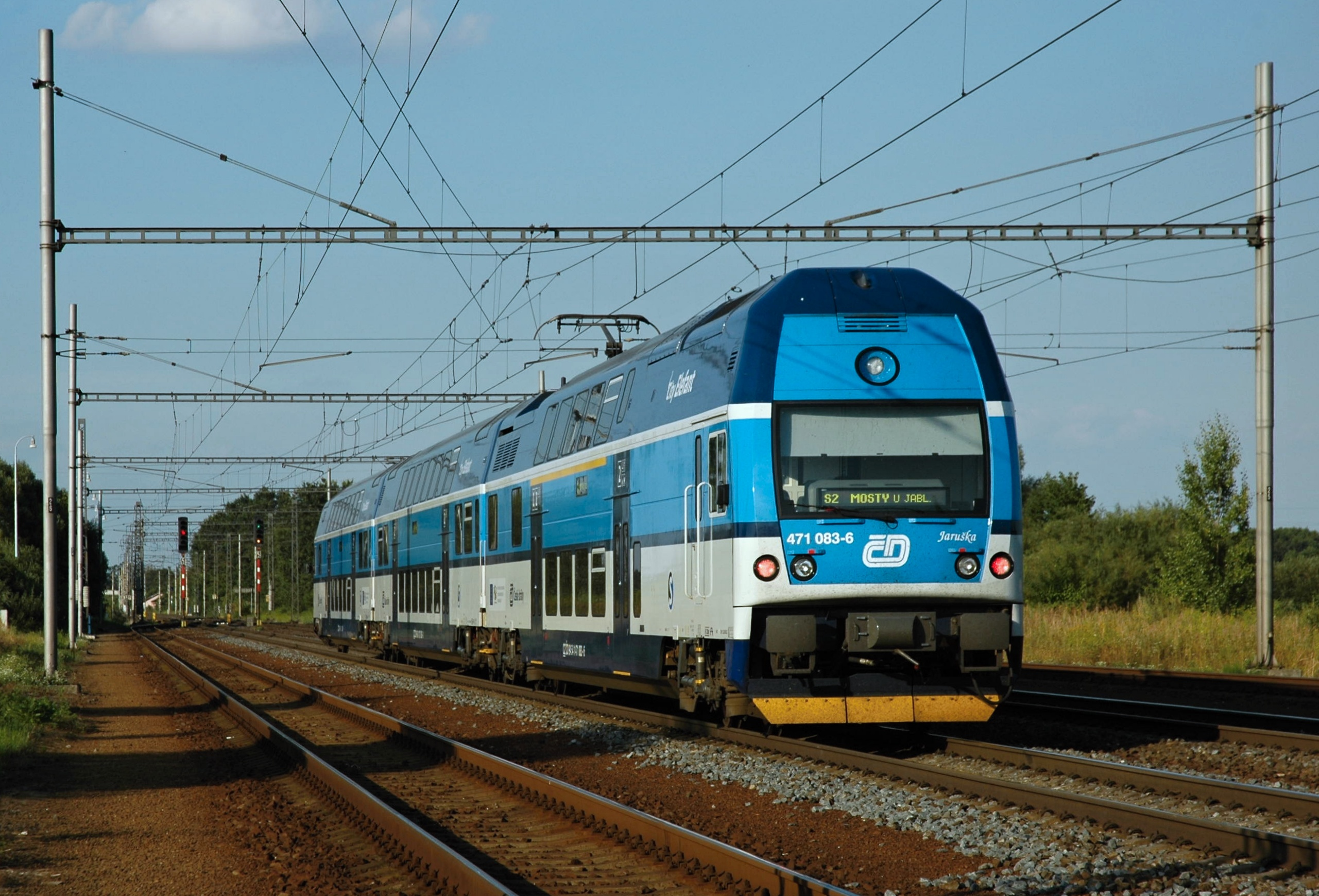
Poslední vyrobená jednotka – 471.083

Většinu dodaných souprav (70 ks) provozuje bývalé DKV Praha (dnes OCÚ Střed), středisko údržby Praha-odstavné nádraží jih (Praha ONJ). Nasazeny jsou v příměstské dopravě na všech elektrizovaných tratích v okolí hlavního města: do Kolína (přes Český Brod i Nymburk), Ústí nad Labem, Berouna, Benešova a v menší míře na trati Poříčany–Nymburk na linkách systému Esko. Na nejvytíženějších spojích se uplatňují i dvojice spojených jednotek pomocí vícenásobného řízení. Zkušebně vyjela dvojice spojených jednotek řady 471 také na rychlíkové spoje mezi Prahou a Moravskoslezským krajem, což se stalo od roku 2013 i pravidlem. Mezi lety 2009–2012 byly o víkendech přebytečné pražské jednotky využity k vedení zastávkových vlaků z Děčína do Mostu, po dodávkách jednotek RegioPanter ale byly z tohoto výkonu staženy. Místo toho se po několik let objevovaly o víkendových dnech na rychlících Praha – Děčín, které v pracovní dny jezdí jako klasické soupravy.[zdroj?]

### OCÚ Východ, SÚ Bohumín
Dvanáct jednotek provozuje bývalé DKV Olomouc, a to ve středisku údržby Bohumín.  Do Bohumína jsou zařazeny jednotky inventárních čísel 024, 025, 035 a 054 až 058 a 080 až 083. Od 10. prosince 2006 jezdí dvě jednotky na tratích Opava východ – Ostrava-Svinov (zde byly v roce 2022 nahrazeny vlaky RegioPanter)[zdroj?] a Ostrava-Svinov – Český Těšín. První dvě jednotky byly slavnostně pojmenovány Ostrava a Opava, třetí má jméno Moravskoslezský kraj, čtvrtá Bohumín, pátá Havířov a šestá Český Těšín. Na Ostravsku České dráhy počítaly s využitím nejméně 15 jednotek, později bylo toto rozhodnutí přehodnoceno a zůstalo u těchto dvanácti kusů. Stěžejním výkonem jsou osobní vlaky na dvou páteřních linkách: S2 Mosty u Jablunkova – Karviná – Ostrava a S1 Český Těšín – Havířov – Ostrava – Opava. V pracovní dny je na posilových spojích doplňovaly starší jednotky řady 460, které se zde dnes již neprovozují.[zdroj?]

### Nehody

#### Vykolejení v Kolíně
28. listopadu 2009 vykolejil prvními třemi podvozky při vjezdu do stanice Kolín osobní vlak z Prahy do Pardubic tvořený vozidly 971.011 + 071.012 + 471.010 z důvodu nedojetí výměny individuálně obsluhované výhybky do koncové polohy během přestavby zabezpečovacího zařízení. Nehoda se obešla bez zranění, celková škoda dosáhla výše 8,95 milionu korun.

#### Vykolejení v Ústí nad Labem
28. června 2010 došlo v Ústí nad Labem k nehodě elektrické jednotky s hnacím vozem 471.005. Při nehodě zemřel strojvedoucí. Důležitou okolností při nehodě byla rychlost vlaku 108 km/h namísto 50 km/h povolených v okamžiku nehody kvůli výhybce postavené do odbočky. Jednotka byla těžce poškozena. Po opravě, při které byla vozová skříň řídícího vozu 971.005 nahrazena nově vyrobenou, byla vrácena do provozu.

#### Srážka v Praze-Libni
Pozdě večer 23. srpna 2011 došlo v Praze-Libni ke srážce osobního vlaku z Kolína do Prahy s posunovací lokomotivou 742.330 dopravce ČD Cargo. Při nehodě byli zraněni čtyři lidé – dva pracovníci a dva cestující. Celkovou výši škody odhadla tehdy Drážní inspekce na 13 milionů, z toho šest milionů na vlaku. Skříň elektrického vozu 471.003 ale nakonec musela být pro rozsáhlé poškození nahrazena nově vyrobenou.

#### Vykolejení v Ostravě
Večer dne 22. října 2011 vykolejila v odbočce Odra jednotka 971.025 + 471.025. Při nehodě byl zraněn strojvedoucí a dalších šest cestujících. Příčinou nehody bylo přehlédnutí návěsti „Stůj“ strojvedoucím, který pokračoval dále směrem do stanice Ostrava-Svinov. V odbočce vjel na odvratnou kusou kolej, kde při rychlosti cca 60–80 km/h vykolejil. Jelikož se nehoda stala v těžko přístupném terénu, musela pro zraněné cestující přijet náhradní souprava.

#### Nehoda v Poříčanech
30. prosince 2014 – 971.074 + 362.161.

#### Projetí zarážedla Praha Masarykovo nádraží
Vyjetí přes zarážedlo do haly nádraží 14. července 2015. Skříň vozu 471.040 byla nahrazena nově vyrobenou.

#### Srážka s kamionem na přejezdu v Praze-Uhříněvsi
Dopoledne 6. září 2019 došlo k srážce jednotky 471.065, jedoucí tímto elektrickým vozem vpřed, s kamionem. Při nehodě bylo zraněno 8 lidí. Materiální škoda byla předběžně odhadnuta na 35,5 milionu Kč. 22. listopadu 2020 byl odstrojený vůz 471.065 přepraven na železniční hřbitov v České Třebové.

#### Srážka se silničním vozidlem vPoříčanech
Okolo osmé hodiny ranní 6. listopadu 2020 se v přestavované stanici Poříčany střetl osobní vlak 9318 jedoucí z Kolína do Prahy s vozidlem zhotovitele stavby. Nikdo nebyl zraněn.
V únoru 2021 poptaly České dráhy opravu vozů 471.052 a 071.052 s předpokládanou cenou 21 mil. Kč. V srpnu 2021 byla podepsána smlouva na opravu této jednotky s vybranou firmou Škoda Pars v hodnotě 19 mil. Kč a s termínem zhotovení 9 měsíců.

#### Nehoda u Českého Brodu
Okolo půl desáté večer 14. července 2020 došlo k vážné srážce osobního vlaku tvořeného jednotkou CityElefant jedoucí řídicím vozem 971.075 vpřed se stojícím poštovním vlakem ČD Cargo. Nehodu nepřežil strojvedoucí, 35 lidí bylo zraněno, z toho 4 zranění byla vážná. Nehoda se vyšetřuje, nejpravděpodobnější je selhání lidského faktoru. Vraky vloženého a řídicího vozu byly 22. listopadu 2020 přepraveny spolu s vrakem vozu 471.065 na železniční hřbitov v České Třebové.

#### Projetí zarážedla v Milovicích
Odpoledne 9. června 2024 projel osobní vlak 25635 v čele s řídicím vozem 971.040 návěst zakazující jízdu a prorazil zarážedlo, došlo k vykolejení první nápravou.

### Citáty
Biskup Lobkowicz 4. prosince 2009 požehnal v Ostravě nové jednotce modlitbou: „Ochraňuj všechny, kdo budou používat těchto vlaků.“

## Galerie
- Elektrická jednotka řady 471 odjíždí z Masarykova nádraží v Praze.

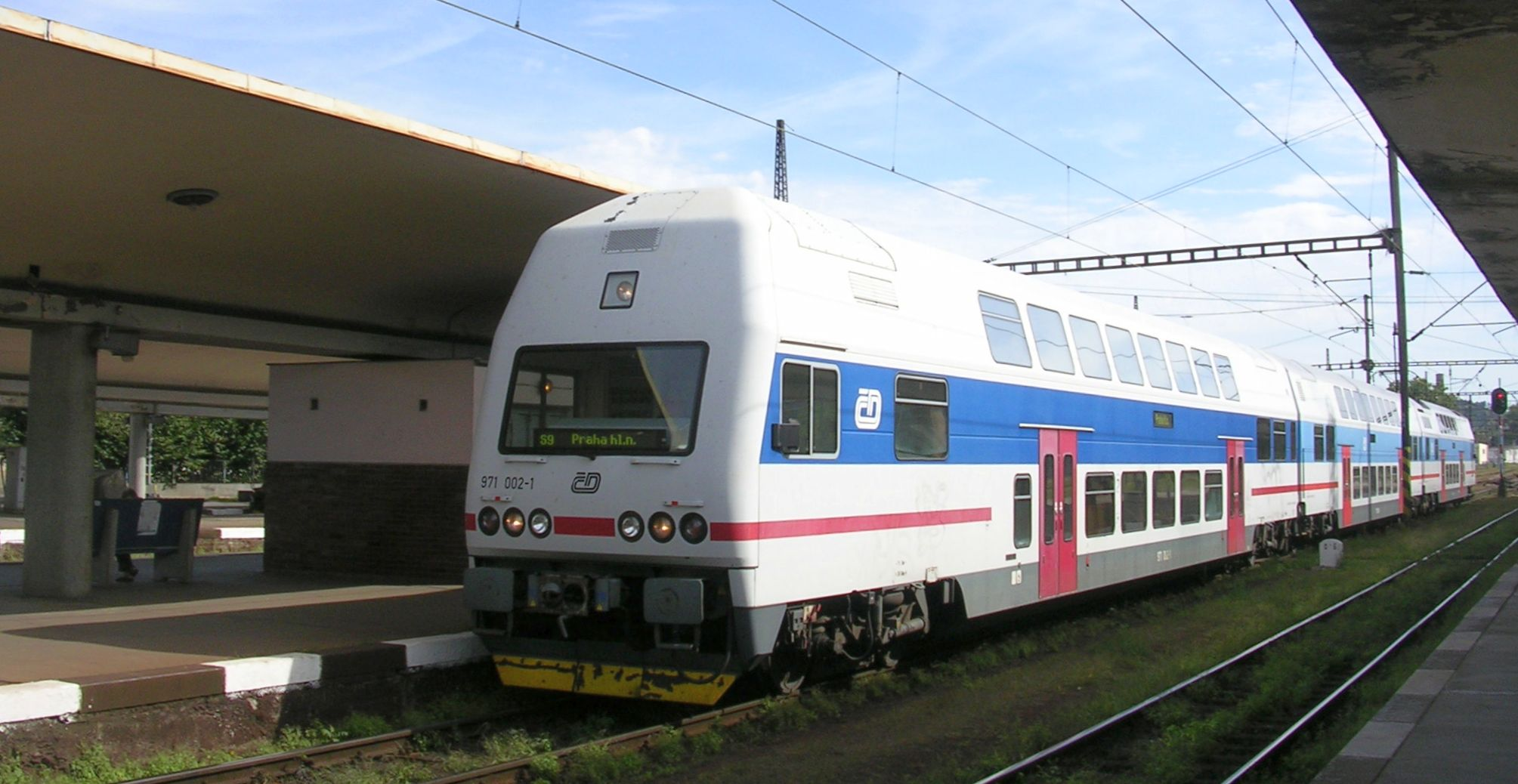
Jednotka řady 471 na nádraží Praha-Smíchov. Varianta původního nátěru – „ledovec“.
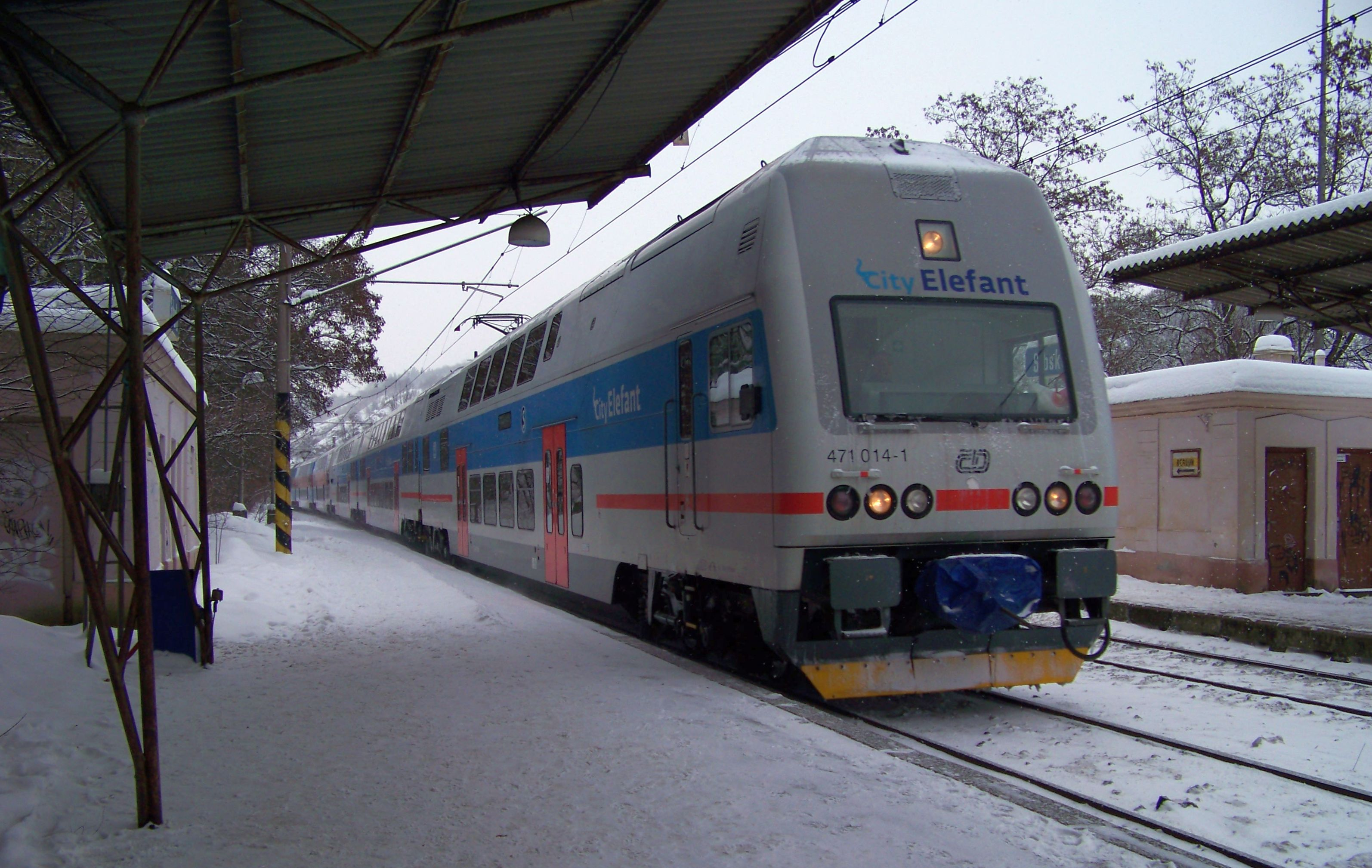
Jednotka řady 471 v Srbsku. Varianta původního nátěru.
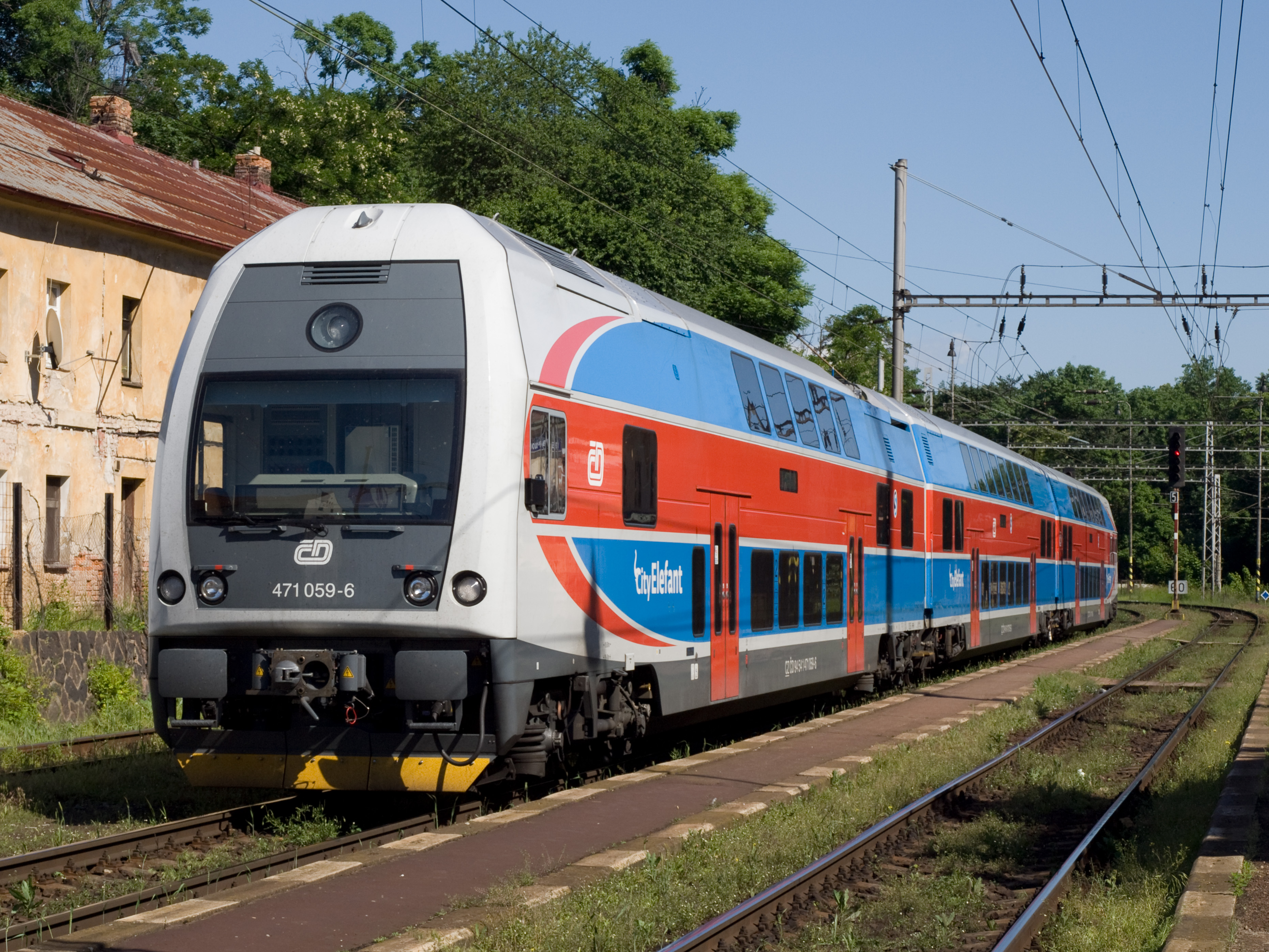
Nově dodaná jednotka řady 471 odstavená na nádraží Praha-Bubeneč. Nátěr „CityElefant“.
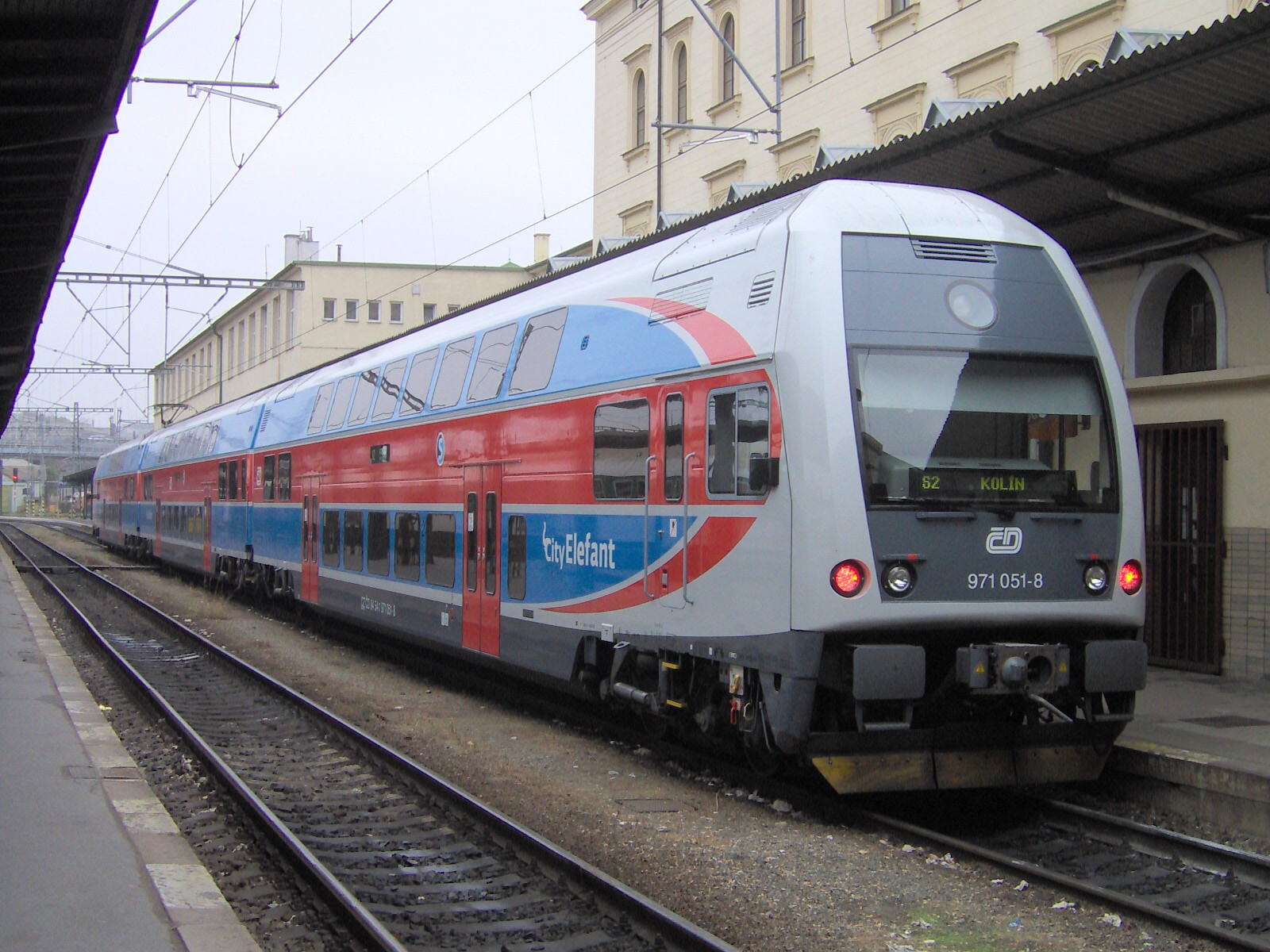
Jednotka „CityElefant“ s pohledem na řídící vůz na Masarykově nádraží
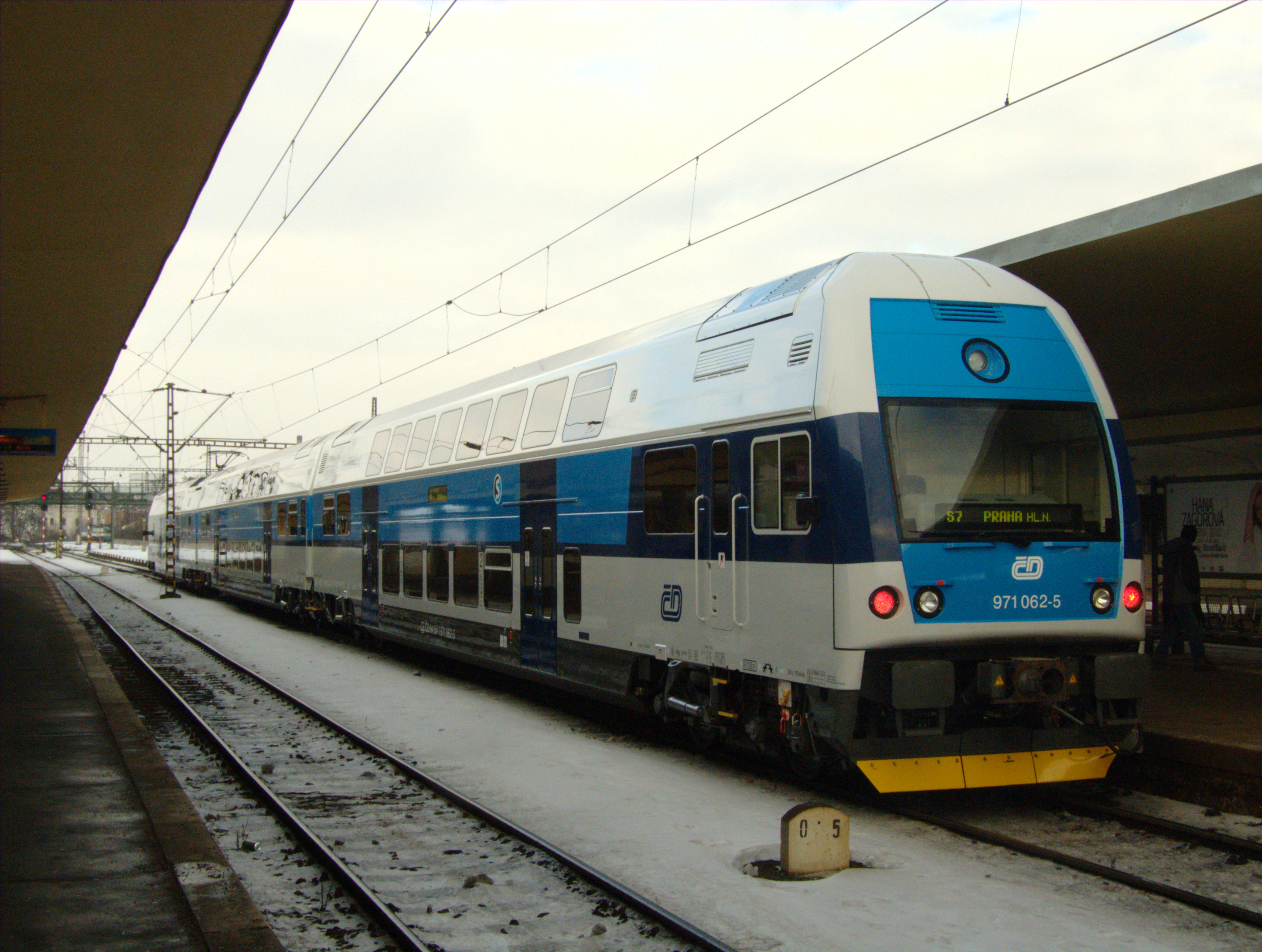
Jednotka „CityElefant“ s pohledem na řídící vůz na nádraží Praha-Smíchov. Korporátní nátěr.
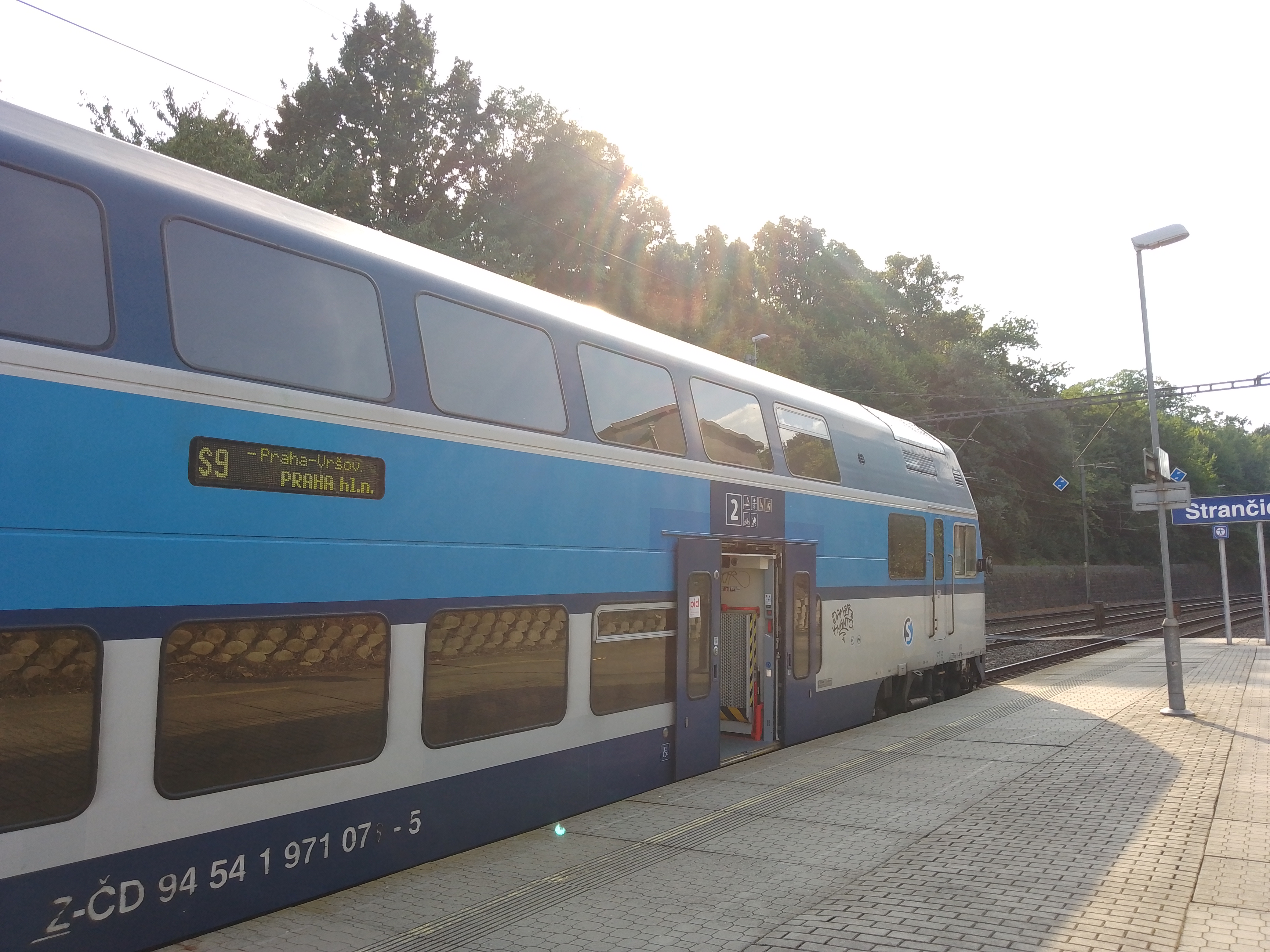
Jednotka řady 471 „CityElefant“ ve Strančicích. Nejnovější varianta korporátního nátěru.
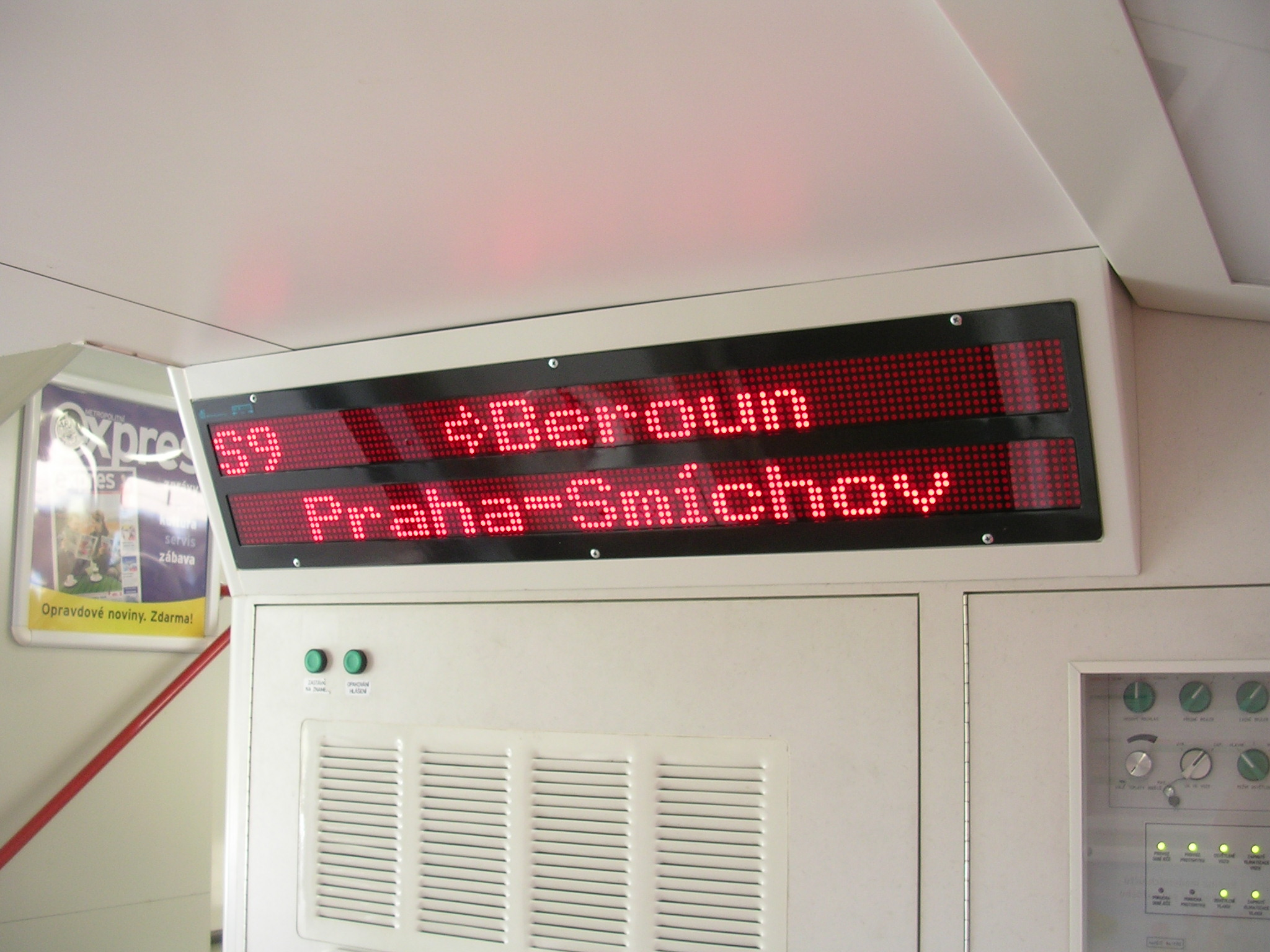
Vnitřní informační tabule vyrobená společností Metra Blansko
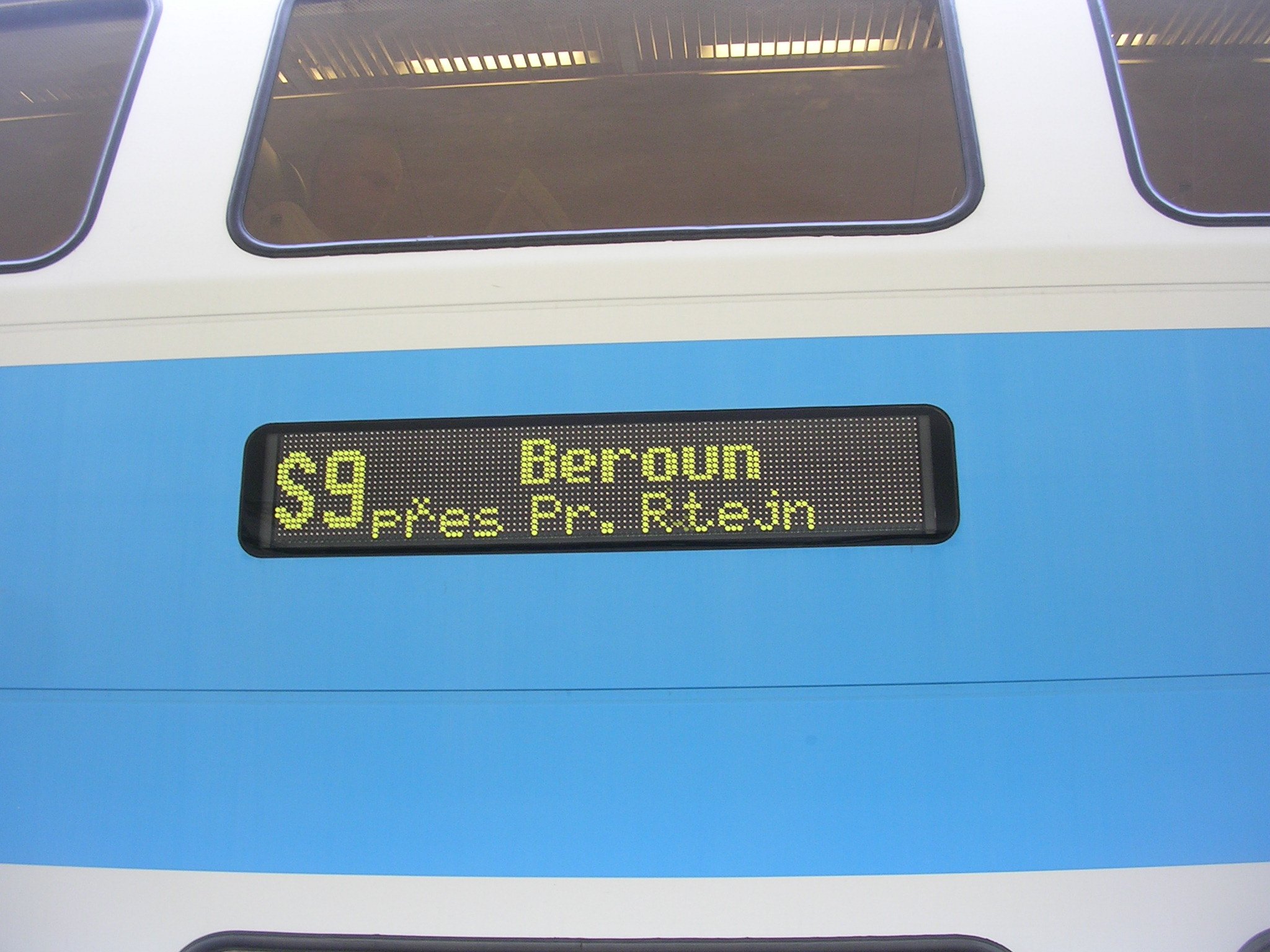
Vnější informační tabule
Poškozený řídící vůz po proražení zarážedla v Milovicích.